# Krasne, Nikopol
Krasne (în ucraineană Красне) este un sat în comuna Pokrovske din raionul Nikopol, regiunea Dnipropetrovsk, Ucraina.

## Demografie
Componența lingvistică a localității Krasne
     Ucraineană (100%)
Conform recensământului din 2001, toată populația localității Krasne era vorbitoare de ucraineană (100%).